# Qinngua Kangilleq
Qinngua Kangilleq è un villaggio della Groenlandia di 5 abitanti (gennaio 2005). Si trova a 61°15'N 45°31'O; appartiene al comune di Kujalleq.